# Yago Yao Alonso-Fueyo Sako
Yago Yao Alonso-Fueyo Sako (Abidjan, 19 d'agost de 1979) és un futbolista professional ivorià, nacionalitzat espanyol i equatoguineà. Ocupa la posició de defensa.

## Trajectòria esportiva
Tot i que nascut a Costa d'Ivori, Yago ha desenvolupat tota la seua carrera a les competicions espanyoles. Es va formar a l'Sporting de Gijón, amb qui debutaria al primer equip la temporada 98/99, i es faria un lloc a l'equip asturià a l'any següent. La seua progressió possibilita que el Celta de Vigo el faça debutar a la màxima categoria la temporada 00/01, en la qual hi apareix 20 partits.
Però, la següent temporada al Celta només hi disputa 10, xifra que es redueix als 7 que hi prendria part amb el Recreativo de Huelva la temporada 02/03. Aquesta darrera campanya la finalitzaria al Reial Oviedo. L'estiu del 2003 retorna a l'Sporting de Gijón, on recupera la titularitat, amb 37 partits disputats. De nou al Celta a l'any següent, no compta per als gallecs: en les tres següents campanyes, en suma només tretze partits. Posteriorment juga al Cadis CF i al Llevant UE, ambdós a Segona Divisió.

## Selecció
Yago ha estat internacional amb la selecció de futbol de Guinea Equatorial.